# Lista de episódios de The Walking Dead
A seguir se apresenta a lista de episódios de The Walking Dead, uma série de televisão pós-apocalíptica de terror e drama transmitida no canal de televisão AMC nos Estados Unidos. Desenvolvida pelo diretor de arte Frank Darabont, The Walking Dead é baseada na série em quadrinhos de mesmo nome, de Robert Kirkman, Tony Moore e Charlie Adlard. Ela estreou em 31 de outubro de 2010. A série se concentra em Rick Grimes, um vice-xerife que entra em coma após ser baleado. Ele acorda para se encontrar em um novo mundo perigoso que foi invadido por "walkers". Ele se junta a um grupo de sobreviventes (incluindo sua esposa e filho) enquanto tentam sobreviver em um mundo entre mortos-vivos.
Em outubro de 2019, a série foi renovada para a décima primeira temporada. Em setembro de 2020, a AMC confirmou que a décima primeira temporada seria a última da série e consistiria em 24 episódios transmitidos de 2021 a 2022. A décima primeira temporada estreou em 22 de agosto de 2021. Durante o curso da série, 177 episódios de The Walking Dead foram ao ar em onze temporadas.

## Resumo
| Temporada | Temporada | Episódios | Episódios | Originalmente exibido | Originalmente exibido  |
| Temporada | Temporada | Episódios | Episódios | Estreia da temporada  | Final da temporada     |
| --------- | --------- | --------- | --------- | --------------------- | ---------------------- |
|           | 1         | 6         | 6         | 31 de outubro de 2010 | 5 de dezembro de 2010  |
|           | 2         | 13        | 13        | 16 de outubro de 2011 | 18 de março de 2012    |
|           | 3         | 16        | 16        | 14 de outubro de 2012 | 1 de abril de 2013     |
|           | 4         | 16        | 16        | 13 de outubro de 2013 | 30 de março de 2014    |
|           | 5         | 16        | 16        | 12 de outubro de 2014 | 29 de março de 2015    |
|           | 6         | 16        | 16        | 11 de outubro de 2015 | 3 de abril de 2016     |
|           | 7         | 16        | 16        | 23 de outubro de 2016 | 2 de abril de 2017     |
|           | 8         | 16        | 16        | 22 de outubro de 2017 | 15 de abril de 2018    |
|           | 9         | 16        | 16        | 7 de outubro de 2018  | 1 de abril de 2019     |
|           | 10        | 22        | 22        | 6 de outubro de 2019  | 4 de abril de 2021     |
|           | 11        | 24        | 24        | 22 de agosto de 2021  | 20 de novembro de 2022 |

## Episódios

### 1ª temporada (2010)
| N.º geral | N.º na temp. | Título                                         | Dirigido por          | Escrito por | Exibição original      | Audiência (milhões) |
| --------- | ------------ | ---------------------------------------------- | --------------------- | --- | ---------------------- | ------------------- |
| 1         | 1            | "Days Gone Bye" "(Dias Passados)" (BR)         | Frank Darabont        | Roteiro por : Frank Darabont                                                                                      | 31 de outubro de 2010  | 5.35                |
| 2         | 2            | "Guts" "(Entranhas)" (BR)                      | Michelle McLaren      | Frank Darabont | 7 de novembro de 2010  | 4.71                |
| 3         | 3            | "Tell It to the Frogs" "(Diga aos Sapos)" (BR) | Gwyneth Horder-Payton | História por : Charles H. Eglee & Jack LoGiudice Roteiro por : Charles H. Eglee & Jack LoGiudice e Frank Darabont | 14 de novembro de 2010 | 5.07                |
| 4         | 4            | "Vatos"                                        | Johan Renck           | Robert Kirkman | 21 de novembro de 2010 | 4.75                |
| 5         | 5            | "Wildfire" "(Fogo Selvagem)" (BR)              | Ernest Dickerson      | Glen Mazzara | 28 de novembro de 2010 | 5.56                |
| 6         | 6            | "TS-19"                                        | Guy Ferland           | Adam Fierro & Frank Darabont                                                                                      | 5 de dezembro de 2010  | 5.97                |

### 2ª temporada (2011–12)
| N.º geral | N.º na temp. | Título                                                      | Dirigido por                           | Escrito por                    | Exibição original       | Audiência (milhões) |
| --------- | ------------ | ----------------------------------------------------------- | -------------------------------------- | ------------------------------ | ----------------------- | ------------------- |
| 7         | 1            | "What Lies Ahead" "(O Que Vem a Seguir)" (BR)               | Ernest Dickerson Gwyneth Horder-Payton | Ardeth Bey e Robert Kirkman    | 16 de outubro de 2011   | 7.26                |
| 8         | 2            | "Bloodletting" "(Sangria)" (BR)                             | Ernest Dickerson                       | Glen Mazzara                   | 23 de outubro de 2011   | 6.70                |
| 9         | 3            | "Save the Last One" "(Guarda a Última)" (BR)                | Phil Abraham                           | Scott M. Gimple                | 30 de outubro de 2011   | 6.10                |
| 10        | 4            | "Cherokee Rose" "(Rosa Cherokee)" (BR)                      | Billy Gierhart                         | Evan Reilly                    | 6 de novembro de 2011   | 6.29                |
| 11        | 5            | "Chupacabra" "(Chupa-cabra)" (BR)                           | Guy Ferland                            | David Leslie Johnson           | 13 de novembro de 2011  | 6.12                |
| 12        | 6            | "Secrets" "(Segredos)" (BR)                                 | David Boyd                             | Angela Kang                    | 20 de novembro de 2011  | 6.08                |
| 13        | 7            | "Pretty Much Dead Already" "(Praticamente Morta)" (BR)      | Michelle MacLaren                      | Scott M. Gimple                | 27 de novembro de 2011  | 6.62                |
| 14        | 8            | "Nebraska" "(Nebrasca)" (BR)                                | Clark Johnson                          | Evan Reilly                    | 12 de fevereiro de 2012 | 8.10                |
| 15        | 9            | "Triggerfinger" "(Dedo Leve no Gatilho)" (BR)               | Billy Gierhart                         | David Leslie Johnson           | 19 de fevereiro de 2012 | 6.89                |
| 16        | 10           | "18 Miles Out" "(18 Quilômetros)" (BR)                      | Ernest Dickerson                       | Scott M. Gimple & Glen Mazzara | 26 de fevereiro de 2012 | 7.04                |
| 17        | 11           | "Judge, Jury, Executioner" "(Juiz, Júri, Executor)" (BR)    | Greg Nicotero                          | Angela Kang                    | 4 de março de 2012      | 6.77                |
| 18        | 12           | "Better Angels" "(Melhores Anjos)" (BR)                     | Guy Ferland                            | Evan Reilly & Glen Mazzara     | 11 de março de 2012     | 6.89                |
| 19        | 13           | "Beside the Dying Fire" "(Ao Lado do Fogo Agonizante)" (BR) | Ernest Dickerson                       | Robert Kirkman & Glen Mazzara  | 18 de março de 2012     | 8.99                |

### 3ª temporada (2012–13)
| N.º geral | N.º na temp. | Título                                                                 | Dirigido por        | Escrito por                | Exibição original       | Audiência (milhões) |
| --------- | ------------ | ---------------------------------------------------------------------- | ------------------- | -------------------------- | ----------------------- | ------------------- |
| 20        | 1            | "Seed" "(Semente)" (BR)                                                | Ernest Dickerson    | Glen Mazzara               | 14 de outubro de 2012   | 10.87               |
| 21        | 2            | "Sick" "(Doente)" (BR)                                                 | Billy Gierhart      | Nichole Beattie            | 21 de outubro de 2012   | 9.55                |
| 22        | 3            | "Walk with Me" "(Vem Comigo)" (BR)                                     | Guy Ferland         | Evan Reilly                | 28 de outubro de 2012   | 10.51               |
| 23        | 4            | "Killer Within" "(Assassino Interno)" (BR)                             | Guy Ferland         | Sang Kyu Kim               | 4 de novembro de 2012   | 9.27                |
| 24        | 5            | "Say the Word" "(Diga a Palavra)" (BR)                                 | Greg Nicotero       | Angela Kang                | 11 de novembro de 2012  | 10.37               |
| 25        | 6            | "Hounded" "(Perseguidos)" (BR)                                         | Dan Attias          | Scott M. Gimple            | 18 de novembro de 2012  | 9.21                |
| 26        | 7            | "When the Dead Come Knocking" "(Quando os Mortos Batem na Porta)" (BR) | Dan Sackheim        | Frank Renzulli             | 25 de novembro de 2012  | 10.43               |
| 27        | 8            | "Made to Suffer" "(Feitos Para Sofrer)" (BR)                           | Billy Gierhart      | Robert Kirkman             | 2 de dezembro de 2012   | 10.48               |
| 28        | 9            | "The Suicide King" "(O Rei Suicida)" (BR)                              | Lesli Linka Glatter | Evan Reilly                | 10 de fevereiro de 2013 | 12.26               |
| 29        | 10           | "Home" "(Lar)" (BR)                                                    | Seith Mann          | Nichole Beattie            | 17 de fevereiro de 2013 | 11.05               |
| 30        | 11           | "I Ain't a Judas" "(Eu Não Sou Judas)" (BR)                            | Greg Nicotero       | Angela Kang                | 24 de fevereiro de 2013 | 11.01               |
| 31        | 12           | "Clear" "(Claro)" (BR)                                                 | Tricia Brock        | Scott M. Gimple            | 3 de março de 2013      | 11.30               |
| 32        | 13           | "Arrow on the Doorpost" "(Flecha No Batente da Porta)" (BR)            | David Boyd          | Ryan C. Coleman            | 10 de março de 2013     | 11.46               |
| 33        | 14           | "Prey" "(Presa)" (BR)                                                  | Stefan Schwartz     | Glen Mazzara & Evan Reilly | 17 de março de 2013     | 10.84               |
| 34        | 15           | "This Sorrowful Life" "(Esta Triste Vida)" (BR)                        | Greg Nicotero       | Scott M. Gimple            | 24 de março de 2013     | 10.99               |
| 35        | 16           | "Welcome to the Tombs" "(Bem-Vindos aos Túmulos)" (BR)                 | Ernest Dickerson    | Glen Mazzara               | 31 de março de 2013     | 12.42               |

### 4ª temporada (2013–14)
| N.º geral | N.º na temp. | Título                                                         | Dirigido por          | Escrito por                       | Exibição original       | Audiência (milhões) |
| --------- | ------------ | -------------------------------------------------------------- | --------------------- | --------------------------------- | ----------------------- | ------------------- |
| 36        | 1            | "30 Days Without an Accident" "(30 Dias Sem Um Acidente)" (BR) | Greg Nicotero         | Scott M. Gimple                   | 13 de outubro de 2013   | 16.11               |
| 37        | 2            | "Infected" "(Infectado)" (BR)                                  | Guy Ferland           | Angela Kang                       | 20 de outubro de 2013   | 13.95               |
| 38        | 3            | "Isolation" "(Isolado)" (BR)                                   | Dan Sackheim          | Robert Kirkman                    | 27 de outubro de 2013   | 12.92               |
| 39        | 4            | "Indifference" "(Indiferença)" (BR)                            | Tricia Brock          | Matthew Negrete                   | 3 de novembro de 2013   | 13.31               |
| 40        | 5            | "Internment" "(Internamento)" (BR)                             | David Boyd            | Channing Powell                   | 10 de novembro de 2013  | 12.20               |
| 41        | 6            | "Live Bait" "(Isca Viva)" (BR)                                 | Michael Uppendahl     | Nichole Beattie                   | 17 de novembro de 2013  | 12.00               |
| 42        | 7            | "Dead Weight" "(Peso Morto)" (BR)                              | Jeremy Podeswa        | Curtis Gwinn                      | 24 de novembro de 2013  | 11.29               |
| 43        | 8            | "Too Far Gone" "(Longe Demais)" (BR)                           | Ernest Dickerson      | Seth Hoffman                      | 1 de dezembro de 2013   | 12.05               |
| 44        | 9            | "After" "(Depois)" (BR)                                        | Greg Nicotero         | Robert Kirkman                    | 9 de fevereiro de 2014  | 15.76               |
| 45        | 10           | "Inmates" "(Reclusos)" (BR)                                    | Tricia Brock          | Matthew Negrete & Channing Powell | 16 de fevereiro de 2014 | 13.34               |
| 46        | 11           | "Claimed" "(Reivindicado)" (BR)                                | Seith Mann            | Nichole Beattie & Seth Hoffman    | 23 de fevereiro de 2014 | 13.12               |
| 47        | 12           | "Still" "(Ainda)" (BR)                                         | Julius Ramsay         | Angela Kang                       | 2 de março de 2014      | 12.61               |
| 48        | 13           | "Alone" "(Sozinho)" (BR)                                       | Ernest Dickerson      | Curtis Gwinn                      | 9 de março de 2014      | 12.65               |
| 49        | 14           | "The Grove" "(O Bosque)" (BR)                                  | Michael E. Satrazemis | Scott M. Gimple                   | 16 de março de 2014     | 12.87               |
| 50        | 15           | "Us" "(Nós)" (BR)                                              | Greg Nicotero         | Nichole Beattie & Seth Hoffman    | 23 de março de 2014     | 13.47               |
| 51        | 16           | "A"                                                            | Michelle MacLaren     | Scott M. Gimple & Angela Kang     | 30 de março de 2014     | 15.68               |

### 5ª temporada (2014–15)
| N.º geral | N.º na temp. | Título                                                                                | Dirigido por          | Escrito por                       | Exibição original       | Audiência (milhões) |
| --------- | ------------ | ------------------------------------------------------------------------------------- | --------------------- | --------------------------------- | ----------------------- | ------------------- |
| 52        | 1            | "No Sanctuary" "(Sem Santuário)" (BR)                                                 | Greg Nicotero         | Scott M. Gimple                   | 12 de outubro de 2014   | 17.29               |
| 53        | 2            | "Strangers" "(Estranhos)" (BR)                                                        | David Boyd            | Robert Kirkman                    | 19 de outubro de 2014   | 15.14               |
| 54        | 3            | "Four Walls and a Roof" "(Quatro Paredes e um Teto)" (BR)                             | Jeffrey F. January    | Angela Kang & Corey Reed          | 26 de outubro de 2014   | 13.80               |
| 55        | 4            | "Slabtown" "(Slabtown)" (BR)                                                          | Michael E. Satrazemis | Matthew Negrete & Channing Powell | 2 de novembro de 2014   | 14.52               |
| 56        | 5            | "Self Help" "(Auto-Ajuda)" (BR)                                                       | Ernest Dickerson      | Heather Bellson & Seth Hoffman    | 9 de novembro de 2014   | 13.53               |
| 57        | 6            | "Consumed" "(Consumidos)" (BR)                                                        | Seith Mann            | Matthew Negrete & Corey Reed      | 16 de novembro de 2014  | 14.07               |
| 58        | 7            | "Crossed" "(Cruzados)" (BR)                                                           | Billy Gierhart        | Seth Hoffman                      | 23 de novembro de 2014  | 13.33               |
| 59        | 8            | "Coda" "(Coda)" (BR)                                                                  | Ernest Dickerson      | Angela Kang                       | 30 de novembro de 2014  | 14.81               |
| 60        | 9            | "What Happened and What's Going On" "(O Que Aconteceu e o Que Está Acontecendo)" (BR) | Greg Nicotero         | Scott M. Gimple                   | 8 de fevereiro de 2015  | 15.64               |
| 61        | 10           | "Them" "(Eles)" (BR)                                                                  | Julius Ramsay         | Heather Bellson                   | 15 de fevereiro de 2015 | 12.27               |
| 62        | 11           | "The Distance" "(A Distância)" (BR)                                                   | Larysa Kondracki      | Seth Hoffman                      | 22 de fevereiro de 2015 | 13.44               |
| 63        | 12           | "Remember" "(Lembre-se)" (BR)                                                         | Greg Nicotero         | Channing Powell                   | 1 de março de 2015      | 14.43               |
| 64        | 13           | "Forget" "(Esqueça)" (BR)                                                             | David Boyd            | Corey Reed                        | 8 de março de 2015      | 14.53               |
| 65        | 14           | "Spend" "(Gaste)" (BR)                                                                | Jennifer Lynch        | Matthew Negrete                   | 15 de março de 2015     | 13.78               |
| 66        | 15           | "Try" "(Tente)" (BR)                                                                  | Michael E. Satrazemis | Angela Kang                       | 22 de março de 2015     | 13.76               |
| 67        | 16           | "Conquer" "(Conquiste)" (BR)                                                          | Greg Nicotero         | Scott M. Gimple & Seth Hoffman    | 29 de março de 2015     | 15.78               |

### 6ª temporada (2015–16)
| N.º geral | N.º na temp. | Título                                             | Dirigido por          | Escrito por                                                                    | Exibição original       | Audiência (milhões) |
| --------- | ------------ | -------------------------------------------------- | --------------------- | ------------------------------------------------------------------------------ | ----------------------- | ------------------- |
| 68        | 1            | "First Time Again" "(Primeira Vez Novamente)" (BR) | Greg Nicotero         | Scott M. Gimple & Matthew Negrete                                              | 11 de outubro de 2015   | 14.63               |
| 69        | 2            | "JSS" "(JSS)" (BR)                                 | Jennifer Lynch        | Seth Hoffman                                                                   | 18 de outubro de 2015   | 12.18               |
| 70        | 3            | "Thank You" "(Obrigado)" (BR)                      | Michael Slovis        | Angela Kang                                                                    | 25 de outubro de 2015   | 13.14               |
| 71        | 4            | "Here's Not Here" "(Aqui Não é Aqui)" (BR)         | Stephen Williams      | Scott M. Gimple                                                                | 1 de novembro de 2015   | 13.34               |
| 72        | 5            | "Now" "(Agora)" (BR)                               | Avi Youabian          | Corey Reed                                                                     | 8 de novembro de 2015   | 12.44               |
| 73        | 6            | "Always Accountable" "(Sempre Responsável)" (BR)   | Jeffrey F. January    | Heather Bellson                                                                | 15 de novembro de 2015  | 12.87               |
| 74        | 7            | "Heads Up" "(Cabeça Erguida)" (BR)                 | David Boyd            | Channing Powell                                                                | 22 de novembro de 2015  | 13.22               |
| 75        | 8            | "Start to Finish" "(Do Início ao Fim)" (BR)        | Michael E. Satrazemis | Matthew Negrete                                                                | 29 de novembro de 2015  | 13.98               |
| 76        | 9            | "No Way Out" "(Sem Saída)" (BR)                    | Greg Nicotero         | Seth Hoffman                                                                   | 14 de fevereiro de 2016 | 13.74               |
| 77        | 10           | "The Next World" "(O Próximo Mundo)" (BR)          | Kari Skogland         | Angela Kang & Corey Reed                                                       | 21 de fevereiro de 2016 | 13.48               |
| 78        | 11           | "Knots Untie" "(Nós Desatados)" (BR)               | Michael E. Satrazemis | Matthew Negrete & Channing Powell                                              | 28 de fevereiro de 2016 | 12.79               |
| 79        | 12           | "Not Tomorrow Yet" "(Ainda Não é Amanhã)" (BR)     | Greg Nicotero         | Seth Hoffman                                                                   | 6 de março de 2016      | 12.82               |
| 80        | 13           | "The Same Boat" "(O Mesmo Barco)" (BR)             | Billy Gierhart        | Angela Kang                                                                    | 13 de março de 2016     | 12.53               |
| 81        | 14           | "Twice as Far" "(Duas Vezes Mais Longe)" (BR)      | Alrick Riley          | Matthew Negrete                                                                | 20 de março de 2016     | 12.69               |
| 82        | 15           | "East" "(Leste)" (BR)                              | Michael E. Satrazemis | História por : Scott M. Gimple & Channing Powell Roteiro por : Channing Powell | 27 de março de 2016     | 12.38               |
| 83        | 16           | "Last Day on Earth" "(Último Dia na Terra)" (BR)   | Greg Nicotero         | Scott M. Gimple & Matthew Negrete                                              | 3 de abril de 2016      | 14.19               |

### 7ª temporada (2016–17)
| N.º geral | N.º na temp. | Título                                                                                   | Dirigido por          | Escrito por                                     | Exibição original       | Audiência (milhões) |
| --------- | ------------ | ---------------------------------------------------------------------------------------- | --------------------- | ----------------------------------------------- | ----------------------- | ------------------- |
| 84        | 1            | "The Day Will Come When You Won't Be" "(Chegará o Dia em Que Você Não Agradecerá")" (BR) | Greg Nicotero         | Scott M. Gimple                                 | 23 de outubro de 2016   | 17.03               |
| 85        | 2            | "The Well" "(O Poço)" (BR)                                                               | Greg Nicotero         | Matthew Negrete                                 | 30 de outubro de 2016   | 12.46               |
| 86        | 3            | "The Cell" "(A Cela)" (BR)                                                               | Alrick Riley          | Angela Kang                                     | 6 de novembro de 2016   | 11.72               |
| 87        | 4            | "Service" "(Serviço)" (BR)                                                               | David Boyd            | Corey Reed                                      | 13 de novembro de 2016  | 11.40               |
| 88        | 5            | "Go Getters" "(Ativos)" (BR)                                                             | Darnell Martin        | Channing Powell                                 | 20 de novembro de 2016  | 11.00               |
| 89        | 6            | "Swear" "(Jure)" (BR)                                                                    | Michael E. Satrazemis | David Leslie Johnson                            | 27 de novembro de 2016  | 10.40               |
| 90        | 7            | "Sing Me a Song" "(Cante-me uma Música)" (BR)                                            | Rosemary Rodriguez    | Angela Kang & Corey Reed                        | 4 de dezembro de 2016   | 10.48               |
| 91        | 8            | "Hearts Still Beating" "(Corações Ainda Batendo)" (BR)                                   | Michael E. Satrazemis | Matthew Negrete & Channing Powell               | 11 de dezembro de 2016  | 10.58               |
| 92        | 9            | "Rock in the Road" "(Pedra na Estrada)" (BR)                                             | Greg Nicotero         | Angela Kang                                     | 12 de fevereiro de 2017 | 12.00               |
| 93        | 10           | "New Best Friends" "(Novos Melhores Amigos)" (BR)                                        | Jeffrey F. January    | Channing Powell                                 | 19 de fevereiro de 2017 | 11.08               |
| 94        | 11           | "Hostiles and Calamities" "(Inimigos e Calamidades)" (BR)                                | Kari Skogland         | David Leslie Johnson                            | 26 de fevereiro de 2017 | 10.42               |
| 95        | 12           | "Say Yes" "(Diga Sim)" (BR)                                                              | Greg Nicotero         | Matthew Negrete                                 | 5 de março de 2017      | 10.16               |
| 96        | 13           | "Bury Me Here" "(Enterre-me Aqui)" (BR)                                                  | Alrick Riley          | Scott M. Gimple                                 | 12 de março de 2017     | 10.68               |
| 97        | 14           | "The Other Side" "(O Outro Lado)" (BR)                                                   | Michael E. Satrazemis | Angela Kang                                     | 19 de março de 2017     | 10.32               |
| 98        | 15           | "Something They Need" "(Algo Que Eles Precisam)" (BR)                                    | Michael Slovis        | Corey Reed                                      | 26 de março de 2017     | 10.54               |
| 99        | 16           | "The First Day of the Rest of Your Life" "(O Primeiro Dia do Resto da Sua Vida)" (BR)    | Greg Nicotero         | Scott M. Gimple & Angela Kang & Matthew Negrete | 2 de abril de 2017      | 11.31               |

### 8ª temporada (2017–18)
| N.º geral | N.º na temp. | Título                                                              | Dirigido por          | Escrito por | Exibição original       | Audiência (milhões) |
| --------- | ------------ | ------------------------------------------------------------------- | --------------------- | --- | ----------------------- | ------------------- |
| 100       | 1            | "Mercy" "(Misericórdia)" (BR)                                       | Greg Nicotero         | Scott M. Gimple | 22 de outubro de 2017   | 11.44               |
| 101       | 2            | "The Damned" "(Os Condenados)" (BR)                                 | Rosemary Rodriguez    | Matthew Negrete & Channing Powell                                                                                    | 29 de outubro de 2017   | 8.92                |
| 102       | 3            | "Monsters" "(Monstros)" (BR)                                        | Greg Nicotero         | Matthew Negrete & Channing Powell                                                                                    | 5 de novembro de 2017   | 8.52                |
| 103       | 4            | "Some Guy" "(Um Cara Qualquer)" (BR)                                | Dan Liu               | David Leslie Johnson                                                                                                 | 12 de novembro de 2017  | 8.69                |
| 104       | 5            | "The Big Scary U" "(O Grande e Assustador Você)" (BR)               | Michael E. Satrazemis | História por : Scott M. Gimple & David Leslie Johnson & Angela Kang Roteiro por : David Leslie Johnson & Angela Kang | 19 de novembro de 2017  | 7.85                |
| 105       | 6            | "The King, the Widow, and Rick" "(O Rei, a Viúva e Rick)" (BR)      | John Polson           | Angela Kang & Corey Reed                                                                                             | 26 de novembro de 2017  | 8.28                |
| 106       | 7            | "Time for After" "(Hora do Depois)" (BR)                            | Larry Teng            | Matthew Negrete & Corey Reed                                                                                         | 3 de dezembro de 2017   | 7.47                |
| 107       | 8            | "How It's Gotta Be" "(Como Tem Que Ser)" (BR)                       | Michael E. Satrazemis | David Leslie Johnson & Angela Kang                                                                                   | 10 de dezembro de 2017  | 7.89                |
| 108       | 9            | "Honor" "(Honra)" (BR)                                              | Greg Nicotero         | Matthew Negrete & Channing Powell                                                                                    | 25 de fevereiro de 2018 | 8.28                |
| 109       | 10           | "The Lost and the Plunderers" "(Os Perdidos e os Saqueadores)" (BR) | David Boyd            | Angela Kang & Channing Powell & Corey Reed                                                                           | 4 de março de 2018      | 6.82                |
| 110       | 11           | "Dead or Alive Or" "(Mortos ou Vivos)" (BR)                         | Michael E. Satrazemis | Eddie Guzelian | 11 de março de 2018     | 6.60                |
| 111       | 12           | "The Key" "(A Chave)" (BR)                                          | Greg Nicotero         | Corey Reed & Channing Powell                                                                                         | 18 de março de 2018     | 6.66                |
| 112       | 13           | "Do Not Send Us Astray" "(Que Não Nos Desviemos)" (BR)              | Jeffrey F. January    | Angela Kang & Matthew Negrete                                                                                        | 25 de março de 2018     | 6.77                |
| 113       | 14           | "Still Gotta Mean Something" "(Ainda Tem Que Significar Algo)" (BR) | Michael E. Satrazemis | Eddie Guzelian | 1 de abril de 2018      | 6.30                |
| 114       | 15           | "Worth" "(Valer a Pena)" (BR)                                       | Michael Slovis        | David Leslie Johnson-McGoldrick & Corey Reed                                                                         | 8 de abril de 2018      | 6.67                |
| 115       | 16           | "Wrath" "(Ira)" (BR)                                                | Greg Nicotero         | Scott M. Gimple & Angela Kang & Matthew Negrete                                                                      | 15 de abril de 2018     | 7.92                |

### 9ª temporada (2018–19)
| N.º geral | N.º na temp. | Título                                          | Dirigido por             | Escrito por                                                                    | Exibição original       | Audiência (milhões) |
| --------- | ------------ | ----------------------------------------------- | ------------------------ | ------------------------------------------------------------------------------ | ----------------------- | ------------------- |
| 116       | 1            | "A New Beginning" "(Um Novo Começo)" (BR)       | Greg Nicotero            | Angela Kang                                                                    | 7 de outubro de 2018    | 6.08                |
| 117       | 2            | "The Bridge" "(A Ponte)" (BR)                   | Daisy von Scherler Mayer | David Leslie Johnson-McGoldrick                                                | 14 de outubro de 2018   | 4.95                |
| 118       | 3            | "Warning Signs" "(Sinais de Aviso)" (BR)        | Dan Liu                  | Corey Reed                                                                     | 21 de outubro de 2018   | 5.04                |
| 119       | 4            | "The Obliged" "(A Obrigação)" (BR)              | Rosemary Rodriguez       | Geraldine Inoa                                                                 | 28 de outubro de 2018   | 5.10                |
| 120       | 5            | "What Comes After" "(O Que Vem Depois)" (BR)    | Greg Nicotero            | História por : Scott M. Gimple & Matthew Negrete Roteiro por : Matthew Negrete | 4 de novembro de 2018   | 5.41                |
| 121       | 6            | "Who Are You Now?" "(Quem é Você Agora?)" (BR)  | Larry Teng               | Eddie Guzelian                                                                 | 11 de novembro de 2018  | 5.40                |
| 122       | 7            | "Stradivarius" "(Stradivarius)" (BR)            | Michael Cudlitz          | Vivian Tse                                                                     | 18 de novembro de 2018  | 4.79                |
| 123       | 8            | "Evolution" "(Evolução)" (BR)                   | Michael E. Satrazemis    | David Leslie Johnson-McGoldrick                                                | 25 de novembro de 2018  | 5.09                |
| 124       | 9            | "Adaptation" "(Adaptação)" (BR)                 | Greg Nicotero            | Corey Reed                                                                     | 10 de fevereiro de 2019 | 5.16                |
| 125       | 10           | "Omega" "(Ômega)" (BR)                          | David Boyd               | Channing Powell                                                                | 17 de fevereiro de 2019 | 4.54                |
| 126       | 11           | "Bounty" "(Recompensa)" (BR)                    | Meera Menon              | Matthew Negrete                                                                | 24 de fevereiro de 2019 | 4.39                |
| 127       | 12           | "Guardians" "(Guardiões)" (BR)                  | Michael E. Satrazemis    | LaToya Morgan                                                                  | 3 de março de 2019      | 4.71                |
| 128       | 13           | "Chokepoint" "(Ponto de Sufoco)" (BR)           | Liesl Tommy              | Eddie Guzelian & David Leslie Johnson-McGoldrick                               | 10 de março de 2019     | 4.83                |
| 129       | 14           | "Scars" "(Cicatrizes)" (BR)                     | Millicent Shelton        | Corey Reed & Vivian Tse                                                        | 17 de março de 2019     | 4.57                |
| 130       | 15           | "The Calm Before" "(Momentos de Calmaria)" (BR) | Laura Belsey             | Geraldine Inoa & Channing Powell                                               | 24 de março de 2019     | 4.15                |
| 131       | 16           | "The Storm" "(A Tempestade)" (BR)               | Greg Nicotero            | Angela Kang & Matthew Negrete                                                  | 1 de abril de 2019      | 5.02                |

### 10ª temporada (2019–21)
| N.º geral | N.º na temp. | Título                                                          | Dirigido por       | Escrito por                         | Exibição original       | Audiência (milhões) |
| --------- | ------------ | --------------------------------------------------------------- | ------------------ | ----------------------------------- | ----------------------- | ------------------- |
| 132       | 1            | "Lines We Cross" "(Caminhos Que Cruzamos)" (BR)                 | Greg Nicotero      | Angela Kang                         | 6 de outubro de 2019    | 4.00                |
| 133       | 2            | "We Are the End of the World" "(Nós Somos o Fim do Mundo)" (BR) | Greg Nicotero      | Nicole Mirante-Matthews             | 13 de outubro de 2019   | 3.47                |
| 134       | 3            | "Ghosts" "(Fantasmas)" (BR)                                     | David Boyd         | Jim Barnes                          | 20 de outubro de 2019   | 3.48                |
| 135       | 4            | "Silence the Whisperers" "(Silencie os Sussurradores)" (BR)     | Michael Cudlitz    | Geraldine Inoa                      | 27 de outubro de 2019   | 3.31                |
| 136       | 5            | "What It Always Is" "(O Que Sempre É)" (BR)                     | Laura Belsey       | Eli Jorne                           | 3 de novembro de 2019   | 3.09                |
| 137       | 6            | "Bonds" "(Laços)" (BR)                                          | Dan Liu            | Kevin Deiboldt                      | 10 de novembro de 2019  | 3.21                |
| 138       | 7            | "Open Your Eyes" "(Abra Seus Olhos)" (BR)                       | Michael Cudlitz    | Corey Reed                          | 17 de novembro de 2019  | 3.31                |
| 139       | 8            | "The World Before" "(O Mundo de Antes)" (BR)                    | John Dahl          | Julia Ruchman                       | 24 de novembro de 2019  | 3.21                |
| 140       | 9            | "Squeeze" "(Aperto)" (BR)                                       | Michael Satrazemis | David Leslie Johnson                | 23 de fevereiro de 2020 | 3.52                |
| 141       | 10           | "Stalker" "(Perseguidor)" (BR)                                  | Bronwen Hughes     | Jim Barnes                          | 1 de março de 2020      | 3.15                |
| 142       | 11           | "Morning Star" "(Estrela da Manhã)" (BR)                        | Michael Satrazemis | Vivian Tse & Julia Ruchman          | 8 de março de 2020      | 2.92                |
| 143       | 12           | "Walk with Us" "(Caminhe Conosco)" (BR)                         | Greg Nicotero      | Nicole Mirante-Matthews & Eli Jorne | 15 de março de 2020     | 3.49                |
| 144       | 13           | "What We Become" "(O Que Nos Tornamos)" (BR)                    | Sharat Raju        | Vivian Tse                          | 22 de março de 2020     | 3.66                |
| 145       | 14           | "Look at the Flowers" "(Olhe para as Flores)" (BR)              | Daisy Mayer        | Channing Powell                     | 29 de março de 2020     | 3.26                |
| 146       | 15           | "The Tower" "(A Torre)" (BR)                                    | Julia Ruchman      | Kevin Deiboldt & Julia Ruchman      | 5 de abril de 2020      | 3.48                |
| 147       | 16           | "A Certaim Doom" "(Um Destino Certo)" (BR)                      | Greg Nicotero      | Jim Barnes & Eli Jorne & Corey Reed | 4 de outubro de 2020    | 2.73                |
| 148       | 17           | "Home Sweet Home" "(Lar Doce Lar)" (BR)                         | David Boyd         | Kevin Deiboldt & Corey Reed         | 28 de fevereiro de 2021 | 2.89                |
| 149       | 18           | "Find Me" "(Encontre-me)" (BR)                                  | David Boyd         | Nicole Mirante-Matthews             | 7 de março de 2021      | 2.25                |
| 150       | 19           | "One More" "(Mais Um)" (BR)                                     | Laura Belsey       | Erik Mountain & Jim Barnes          | 14 de março de 2021     | 2.17                |
| 151       | 20           | "Splinter" "(Estilhaço)" (BR)                                   | Laura Belsey       | Julia Ruchman & Vivian Tse          | 21 de março de 2021     | 2.11                |
| 152       | 21           | "Diverged" "(Divergido)" (BR)                                   | David Boyd         | Heather Bellson                     | 28 de março de 2021     | 1.93                |
| 153       | 22           | "Here's Negan" "(Aqui Está Negan)" (BR)                         | David Boyd         | David Leslie Johnson-McGoldrick     | 4 de abril de 2021      | 2.12                |

### 11ª temporada (2021–22)
| N.º geral | N.º na temp. | Título                                         | Dirigido por        | Escrito por                                                         | Exibição original       | Audiência (milhões) |
| --------- | ------------ | ---------------------------------------------- | ------------------- | ------------------------------------------------------------------- | ----------------------- | ------------------- |
| 154       | 1            | "Acheron: Part I" "(Acheron: Parte I)" (BR)    | Kevin Dowling       | Angela Kang & Jim Barnes                                            | 22 de agosto de 2021    | 2.22                |
| 155       | 2            | "Acheron: Part II" "(Acheron: Parte II)" (BR)  | Kevin Dowling       | Angela Kang & Jim Barnes                                            | 29 de agosto de 2021    | 1.99                |
| 156       | 3            | "Hunted" "(Caçado)" (BR)                       | Frederick E.O. Toye | Vivian Tse                                                          | 5 de setembro de 2021   | 1.87                |
| 157       | 4            | "Rendition" "(Rendição)" (BR)                  | Frederick E.O. Toye | Nicole Mirante-Matthews                                             | 12 de setembro de 2021  | 1.88                |
| 158       | 5            | "Out of the Ashes" "(Fora das Cinzas)" (BR)    | Greg Nicotero       | LaToya Morgan                                                       | 19 de setembro de 2021  | 1.91                |
| 159       | 6            | "On the Inside" "(Dentro)" (BR)                | Greg Nicotero       | Kevin Deiboldt                                                      | 26 de setembro de 2021  | 1.78                |
| 160       | 7            | "Promises Broken" "(Promessas Quebradas)" (BR) | Sharat Raju         | Julia Ruchman                                                       | 3 de outubro de 2021    | 1.89                |
| 161       | 8            | "For Blood" "(Por Sangue)" (BR)                | Sharat Raju         | Erik Mountain                                                       | 10 de outubro de 2021   | 1.91                |
| 162       | 9            | "No Other Way" "(Não Há Outro Jeito)" (BR)     | Jon Amiel           | Corey Reed                                                          | 20 de fevereiro de 2022 | 1.76                |
| 163       | 10           | "New Haunts" "(Novas Assombrações)" (BR)       | Jon Amiel           | Magali Lozano                                                       | 27 de fevereiro de 2022 | 1.60                |
| 164       | 11           | "Rogue Element" "(Elemento Rebelde)" (BR)      | Michael Cudlitz     | David Leslie Johnson-McGoldrick                                     | 6 de março de 2022      | 1.67                |
| 165       | 12           | "The Lucky Ones" "(Os Sortudos)" (BR)          | Tawnia McKiernan    | Vivian Tse                                                          | 13 de março de 2022     | 1.58                |
| 166       | 13           | "Warlords" "(Senhores da Guerra)" (BR)         | Loren Yaconelli     | Jim Barnes & Erik Mountain                                          | 20 de março de 2022     | 1.79                |
| 167       | 14           | "The Rotten Core" "(O ceptro podre)" (BR)      | Marcus Stokes       | Erik Mountain & Jim Barnes                                          | 27 de março de 2022     | 1.55                |
| 168       | 15           | "Trust" "(Confiança)" (BR)                     | Lily Mariye         | Kevin Deiboldt                                                      | 3 de abril de 2022      | 1.67                |
| 169       | 16           | "Acts of God" "(Atos de Deus)" (BR)            | Catriona McKenzie   | Nicole Mirante-Matthews                                             | 10 de abril de 2022     | 1.61                |
| 170       | 17           | "Lockdown" "(Confinamento)" (BR)               | Greg Nicotero       | Julia Ruchman                                                       | 2 de outubro de 2022    | 1.19                |
| 171       | 18           | "A New Deal" "(Um Novo Acordo)" (BR)           | Jeffrey F. January  | História por : Corey Reed Roteiro por : Corey Reed & Kevin Deiboldt | 9 de outubro de 2022    | 1.35                |
| 172       | 19           | "Variant" "(Variante)" (BR)                    | Karen Gaviola       | Vivian Tse                                                          | 16 de outubro de 2022   | 1.36                |
| 173       | 20           | "What's Been Lost" "(O Que Foi Perdido)" (BR)  | Aisha Tyler         | Erik Mountain                                                       | 23 de outubro de 2022   | 1.36                |
| 174       | 21           | "Outpost 22" "(Posto Avançado 22)" (BR)        | Tawnia McKiernan    | Jim Barnes                                                          | 30 de outubro de 2022   | 1.50                |
| 175       | 22           | "Faith" "(Fé)" (BR)                            | Rose Troche         | Nicole Mirante-Matthews & Magali Lozano                             | 6 de novembro de 2022   | 1.39                |
| 176       | 23           | "Family" "(Família)" (BR)                      | Sharat Raju         | Magali Lozano & Erik Mountain & Kevin Deiboldt                      | 13 de novembro de 2022  | 1.47                |
| 177       | 24           | "Rest in Peace" "(Descanse em Paz)" (BR)       | Greg Nicotero       | História por : Angela Kang Roteiro por : Corey Reed & Jim Barnes    | 20 de novembro de 2022  | 2.27                |

## Especiais
| N.º | Título               | Exibido entre                                            | Exibição original     | Audiência (milhões) |
| --- | -------------------- | -------------------------------------------------------- | --------------------- | ------------------- |
| 1 | "The Journey So Far" | "Last Day on Earth" The Day Will Come When You Won't Be" | 16 de outubro de 2016 | 2.18                |
| Recapitulação das primeiras seis temporadas de The Walking Dead, além de entrevistas com o elenco e os produtores da série. |                      |                                                          |                       |                     |

## Webisódios

### Torn Apart(2011)
The Walking Dead: Torn Apart é uma websérie de 6 episódios criada pela emissora AMC em 2011. A história paralela a série traz como protagonista Hannah, a zumbi que Rick Grimes matou por misericórdia e cuja bicicleta ele roubou no primeiro episódio da série de televisão.
| N.º | Título              | Dirigido por  | Escrito por                                                              | Lançamento           | Duração |
| --- | ------------------- | ------------- | ------------------------------------------------------------------------ | -------------------- | ------- |
| 1   | "A New Day"         | Greg Nicotero | História por : John Esposito & Greg Nicotero Roteiro por : John Esposito | 3 de outubro de 2011 | 2:37    |
| 2   | "Family Matters"    | Greg Nicotero | História por : John Esposito & Greg Nicotero Roteiro por : John Esposito | 3 de outubro de 2011 | 2:20    |
| 3   | "Domestic Violence" | Greg Nicotero | História por : John Esposito & Greg Nicotero Roteiro por : John Esposito | 3 de outubro de 2011 | 3:10    |
| 4   | "Neighborly Advice" | Greg Nicotero | História por : John Esposito & Greg Nicotero Roteiro por : John Esposito | 3 de outubro de 2011 | 4:00    |
| 5   | "Step-Mother"       | Greg Nicotero | História por : John Esposito & Greg Nicotero Roteiro por : John Esposito | 3 de outubro de 2011 | 2:22    |
| 6   | "Everything Dies"   | Greg Nicotero | História por : John Esposito & Greg Nicotero Roteiro por : John Esposito | 3 de outubro de 2011 | 5:06    |

### Cold Storage(2012)
The Walking Dead: Cold Storage é uma websérie de 4 episódios criada pela emissora AMC em 2012. Conta a história de um rapaz, Chase, tentando chegar até sua irmã nos primeiros dias do apocalipse zumbi. Ele encontra abrigo temporário em um galpão de armazenamento, dirigido por um antigo funcionário chamado B.J., entretanto, as coisas não são o que parecem ser.
| N.º | Título                | Dirigido por  | Escrito por   | Lançamento           | Duração |
| --- | --------------------- | ------------- | ------------- | -------------------- | ------- |
| 1   | "Hide and Seek"       | Greg Nicotero | John Esposito | 1 de outubro de 2012 | 4:29    |
| 2   | "Keys to the Kingdom" | Greg Nicotero | John Esposito | 1 de outubro de 2012 | 4:57    |
| 3   | "The Chosen Ones"     | Greg Nicotero | John Esposito | 1 de outubro de 2012 | 5:38    |
| 4   | "Parting Shots"       | Greg Nicotero | John Esposito | 1 de outubro de 2012 | 9:04    |

### The Oath(2013)
The Walking Dead: The Oath é uma websérie de 3 episódios criada pela emissora AMC em 2013. A websérie conta a história de um grupo de sobreviventes solitários de um grande ataque-zumbi, Paul e Karina, percorrem em alta velocidade uma região rural, numa busca frenética por uma unidade de pronto-socorro, já que um deles está ferido e perdendo sangue. Ao finalmente encontrarem um hospital não tomado pelos zumbis, o que a princípio parece uma bênção, pode rapidamente se transformar em infortúnio, já que uma médica aparentemente benevolente pode ter segredos sombrios.
| N.º | Título   | Dirigido por  | Escrito por                                              | Lançamento           | Duração |
| --- | -------- | ------------- | -------------------------------------------------------- | -------------------- | ------- |
| 1   | "Alone"  | Greg Nicotero | História por : Greg Nicotero Roteiro por : Luke Passmore | 1 de outubro de 2013 | 8:14    |
| 2   | "Choice" | Greg Nicotero | História por : Greg Nicotero Roteiro por : Luke Passmore | 1 de outubro de 2013 | 7:26    |
| 3   | "Bond"   | Greg Nicotero | História por : Greg Nicotero Roteiro por : Luke Passmore | 1 de outubro de 2013 | 10:38   |

### Red Machete(2017–2018)
The Walking Dead: Red Machete é uma websérie de 6 episódios criada pela emissora AMC em 2017. A websérie conta a história de origem do facão vermelho de Rick Grimes. A websérie tem Jose Rosete, Anais Lilit e Sofia Esmaili como atores principais.
| N.º | Título              | Dirigido por | Escrito por     | Lançamento              | Duração |
| --- | ------------------- | ------------ | --------------- | ----------------------- | ------- |
| 1   | "Behind Us"         | Avi Youabian | Nick Bernardone | 22 de outubro de 2017   | 2:23    |
| 2   | "Sorrowful"         | Avi Youabian | Nick Bernardone | 19 de novembro de 2017  | 3:04    |
| 3   | "Made to Suffer"    | Avi Youabian | Nick Bernardone | 10 de dezembro de 2017  | 1:53    |
| 4   | "What We Become"    | Avi Youabian | Nick Bernardone | 25 de fevereiro de 2018 | 3:33    |
| 5   | "Gone"              | Avi Youabian | Nick Bernardone | 20 de março de 2018     | 2:01    |
| 6   | "We Find Ourselves" | Avi Youabian | Nick Bernardone | 9 de abril de 2018      | 2:57    |

## Audiência
| Temporada | Temporada | Ep. 1 | Ep. 2 | Ep. 3 | Ep. 4 | Ep. 5 | Ep. 6 | Ep. 7 | Ep. 8 | Ep. 9 | Ep. 10 | Ep. 11 | Ep. 12 | Ep. 13 | Ep. 14 | Ep. 15 | Ep. 16 | Ep. 17 | Ep. 18 | Ep. 19 | Ep. 20 | Ep. 21 | Ep. 22 | Ep. 23 | Ep. 24 | Audiência |
| --------- | --------- | ----- | ----- | ----- | ----- | ----- | ----- | ----- | ----- | ----- | ------ | ------ | ------ | ------ | ------ | ------ | ------ | ------ | ------ | ------ | ------ | ------ | ------ | ------ | ------ | --------- |
|           | 1         | 5.35  | 4.71  | 5.07  | 4.75  | 5.56  | 5.97  | N/A   | N/A   | N/A   | N/A    | N/A    | N/A    | N/A    | N/A    | N/A    | N/A    | N/A    | N/A    | N/A    | N/A    | N/A    | N/A    | N/A    | N/A    | 5.24      |
|           | 2         | 7.26  | 6.70  | 6.10  | 6.29  | 6.12  | 6.08  | 6.62  | 8.10  | 6.89  | 7.04   | 6.77   | 6.89   | 8.99   | N/A    | N/A    | N/A    | N/A    | N/A    | N/A    | N/A    | N/A    | N/A    | N/A    | N/A    | 6.72      |
|           | 3         | 10.87 | 9.55  | 10.51 | 9.27  | 10.37 | 9.21  | 10.43 | 10.48 | 12.26 | 11.05  | 11.01  | 11.30  | 11.46  | 10.84  | 10.99  | 12.42  | N/A    | N/A    | N/A    | N/A    | N/A    | N/A    | N/A    | N/A    | 10.75     |
|           | 4         | 16.11 | 13.95 | 12.92 | 13.31 | 12.20 | 12.00 | 11.29 | 12.05 | 15.76 | 13.34  | 13.12  | 12.61  | 12.65  | 12.87  | 13.47  | 15.68  | N/A    | N/A    | N/A    | N/A    | N/A    | N/A    | N/A    | N/A    | 13.33     |
|           | 5         | 17.29 | 15.14 | 13.80 | 14.52 | 13.53 | 14.07 | 13.33 | 14.81 | 15.64 | 12.27  | 13.44  | 14.43  | 14.53  | 13.78  | 13.76  | 15.78  | N/A    | N/A    | N/A    | N/A    | N/A    | N/A    | N/A    | N/A    | 14.38     |
|           | 6         | 14.63 | 12.18 | 13.14 | 13.34 | 12.44 | 12.87 | 13.22 | 13.98 | 13.74 | 13.48  | 12.79  | 12.82  | 12.53  | 12.69  | 12.38  | 14.19  | N/A    | N/A    | N/A    | N/A    | N/A    | N/A    | N/A    | N/A    | 13.15     |
|           | 7         | 17.03 | 12.46 | 11.72 | 11.40 | 11.00 | 10.40 | 10.48 | 10.58 | 12.00 | 11.08  | 10.42  | 10.16  | 10.68  | 10.32  | 10.54  | 11.31  | N/A    | N/A    | N/A    | N/A    | N/A    | N/A    | N/A    | N/A    | 11.35     |
|           | 8         | 11.44 | 8.92  | 8.52  | 8.69  | 7.85  | 8.28  | 7.47  | 7.89  | 8.28  | 6.82   | 6.60   | 6.66   | 6.77   | 6.30   | 6.67   | 7.92   | N/A    | N/A    | N/A    | N/A    | N/A    | N/A    | N/A    | N/A    | 7.82      |
|           | 9         | 6.08  | 4.95  | 5.04  | 5.10  | 5.41  | 5.40  | 4.79  | 5.09  | 5.16  | 4.54   | 4.39   | 4.71   | 4.83   | 4.57   | 4.15   | 5.02   | N/A    | N/A    | N/A    | N/A    | N/A    | N/A    | N/A    | N/A    | 4.95      |
|           | 10        | 4.00  | 3.47  | 3.48  | 3.31  | 3.09  | 3.21  | 3.31  | 3.21  | 3.52  | 3.16   | 2.93   | 3.49   | 3.66   | 3.26   | 3.49   | 2.73   | 2.89   | 2.26   | 2.17   | 2.11   | 1.94   | 2.12   | N/A    | N/A    | 3.04      |
|           | 11        | 2.22  | 1.99  | 1.87  | 1.88  | 1.91  | 1.78  | 1.89  | 1.91  | 1.76  | 1.60   | 1.67   | 1.58   | 1.79   | 1.55   | 1.67   | 1.61   | 1.19   | 1.35   | 1.36   | 1.36   | 1.50   | 1.39   | 1.47   | 2.27   | 1.69      |